# Кирил Илинчев
Кирил Григоров Илинчев е български актьор, сценарист и режисьор.
Роден е на 12 август 1921 година в чепинското село Лъджене, днес квартал на град Велинград. През 1951 година завършва кинорежисура в Академия за изкуствата в Прага. Умира на 9 ноември 1994 година.

## Филмография
Като режисьор
- Кръгове на обичта (1972)
- Късче небе за трима (1965)
- Анкета (1963)
- Дом на две улици (1960)
- Големанов (1958)
- Екипажът на „Надежда“ (1956)
- Данка (1952)
- Син съм на земя прекрасна (учебен филм, 1978 г.)

Като сценарист:
- Късче небе за трима (1965)
- Анкета (1963)
- Големанов (1958)

Като актьор
- Лабакан (1957) Везирът
- Легенда за любовта (1957)